# Роберт Рікс
Роберт Рікс (нім. Robert Rix; 20 березня 1907, Кіль — 1960) — німецький офіцер-підводник, оберлейтенант-цур-зее резерву крігсмаріне (1 липня 1943).

## Біографія
В грудні 1939 року вступив на флот. З вересня 1941 по січень 1942 року — командир 13-ї, з січня по липень 1942 року — 9-ї флотилії форпостенботів.  З липня 1942 по лютий 1943 року пройшов курс підводника, з грудня 1943 по лютий 1944 року — курс командира підводного човна. З лютого по 30 червня 1944 року — командир підводного човна U-58, з 1 липня 1944 по 15 лютого 1945 року — U-96. З лютого по 8 травня 1945 року — комендант гавані Гельсінгера.